# Malibu, CA
Malibu, CA foi um sitcom adolescente estadunidense criado por Peter Engel, famoso por ter desenvolvido Saved by the Bell, e dirigido por Gary Shikonawa entre 1998 e 2000, o programa tratava principalmente de estereótipos e relações interpessoais. Participações especiais notórias foram feitas por Dennis Haskins e Victoria Silvstedt.

## Premissa
Quando a mãe deles viaja para a Arábia Saudita para assumir um novo emprego, os gêmeos Jason e Scott se mudam de Nova Iorque para Malibu, para viver com o pai. Eles fazem novos amigos - Murray, Traycee, Jennifer e Samantha - e logo estão vivendo a boa vida que a Califórnia oferece: Sol, areia, mar, e especialmente, garotas.

## Elenco
- Jason Hayes como Jason Collins
- Trevor Merszei como Scott Collins
- Edward Blatchford como Peter Collins
- Brandon Brooks como Murray Updyke
- Priscilla Lee Taylor como Traycee
- Wendi Kenya como Jennifer Stadler
- Gina Marie May como Samantha Chapman
- Marquita Terry como Lisa Jones

## Episódios
Malibu, CA consistiu de duas temporadas com 26 episódios cada, que foram exibidos em syndication pela NBC.